# Немачка подморница У-28
Подморница У-28 је била Немачка подморница типа VIIА и коришћена је у Другом светском рату. Подморница је изграђена 12. септембра 1936. године и служила је у 2. подморничкој флотили (12. септембар 1936 — 31. август 1939) - борбени брод, 2. подморничкој флотили (1. септембар 1939 — 31. децембар 1939) - борбени брод, 2. подморничкој флотили (1. јануар 1940 — 9. новембар 1940) - борбени брод, 24. подморничкој флотили (10. новембар 1940 — 30. новембар 1943) - тренажни брод, и 22. подморничкој флотили (1. децембар 1943 — 17. март 1944) - школски брод. 

## Служба
У склопу немачких припрема за напад на Пољску, и могуће реакције Уједињеног Краљевства и Француске, подморница У-28 напуста 19. августа 1939. године базу Вилхелмсхафен, и одлази ка унапред одређеној области дејства. У 10:00 сати, 14. септембра, незаштићени британски трговачки брод  (заповедник Хју Чарлс Егертон) је погођен једним торпедом, испаљеног са У-28, и тоне на око 75 наутичких миља западно-југозападно од Милфорд Хеивна. Три члана посаде су погинула, а заповедник и преосталих 29 чланова посаде су били покупљени од холандског танкера Mamura, и искрцани у Ливерпул. Након 42 дана патроле, 29. септембра 1939. године, подморница У-28 се враћа у Вилхелмсхафен, где остаје све до 8. новембра 1939. године, када полази на своје друго патролирање.
Са првим мраком, 16. новембра 1939. године, подморница У-28 зауставља холандски танкер Sliedrecht, на око 200 наутичких миља јужно од Рокола, и врши преглед докумената на броду. Они откривају да је танкеру било наређено од британских надлежних органа у Гибралтару, да отплови до Кирквола. Стога, командант немачке подморнице, Гинтер Кунке, наређује посади да напусти брод, и потапа га једним торпедом у 00:20 сати, 17. новембра 1939. године. Пет чланова посаде у једном чамцу за спасавање, проналази и сакупља британски рибарски брод Meresia, међутим, другу чамац за спасавање, са 26 чланова посаде, више никад није виђен. 
Дана, 25. новембра 1939. године, у 13:19 сати, британски трговачки брод  (заповедник Артур Џорџ Фелпс-Мид), који је пловио у саставу конвоја SL-8B, погођен је једним торпедом од У-28, и тоне на око 50 наутичких миља југозападно од Лендс Енда. Заповедника и посаду сакупља британски рибарски брод Romilly, и искцава их у Свонзи. Подморница У-28 након 41-ног дана патаролирања, упловљава 18. децембра у Вилхелмсхафен.
У 09:36 сати, 21. јануара 1940. године, британски трговачки брод  (заповедник Алфред Хенри Денистуон Шенд) удара у једну мину, положену 5. децембра 1939. године од подморнице У-28, у Бристолском заливу, код Ротерслеида, југозападно од Свонзиа. Тешко оштећени брод је одвучен у залив Свонзи и насукан. Посада је била спасена од британског наоружаног рибарског брода HMS Paramount (FY 954), а затим искрцана у Свонзи. Protesilaus је касније одвучен у Гринок, где је декларисан као тотално уништен брод. Септембра месеца 1940. године, он је узет у вучу од реморкера Empire Henchman и HMS Abeille XXII, који је требало да га пребаце у Скапа Флоу, где је требало да служи као брод-препрека. Међутим 13. септембра на броду се појавила рупа, и морао је буде потопљен топовском ватром на око 5 наутичких миља северозападно од Скариворског светионика, Аргајлршир.
Након два месеца проведена у Вилхелмсхафену, У-28 полази 18. фебруара 1940. године на ново патролирање. У 23:17 сати, 9. марта 1940. године, подморница У-28 испаљује једно торпедо ка једном непознатом трговачком броду без заставе, који се прелама на два дела и тоне након још једног поготка у крму. Овде се највероватније ради о грчком броду P. Margaronis, који је нестао са комплетном посадом, а последњи пут се јавио 8. марта, југозападно од Лендс Енда. 
Два дана касније, 11. марта, у 03:17 сати, холандски танкер Eulota (заповедник Б. Елцинг), био је погођен једним торпедом од У-28, на око 120 наутичких миља западно од Ушанта. Торпедо које је испаљено са даљине од око 1.000 метара, погађа брод по средини, услед чега се он ломи на два дела, а уједно избија пожар. Посада напуста брод, али са касније тог јутра враћа на њега. Један савезнички авион опажа запаљени танкер тог поподнева и наводи британске разараче HMS Broke (D 83) и HMS Wild Swan (D 62), до брода. Они сакупљају комплетну посаду од 42 члана, а затим потапају брод.
Дана, 23. марта 1940. године, У-28 је упловила у Вилхелмсхафен, чиме се завршило њено треће патролирање. Скоро два месеца касније, 20. маја, У-28 полази на ново патролирање. У 12:00 сати, 18. јуна 1940. године, фински трговачки брод  (заповедник Антон Ратиа) је био заустављен топовском ватром од У-28, и посада одмах напуста брод. Подморница У-28, у 11:00 сати промашује првим торпедом брод, а затим се у површинској вожњи приближава заустављеном броду. Брод је потонуо за три минута, након што је у 12:10 сати, погођен торпедом у пределу машинског одељења. Након што су испитали бродоломнике, Немци их снабдевају цигаретама, боцама рума и показују им курс до најбиже обале у тој области. Бродоломника касније сакупљају шпански рибарски бродови Felix и Pastor Montenegro, и искрцавају их 21. јуна у Виго.
Сутрадан, 19. јуна у 19:29 сати, незштићени грчки трговачки брод Adamandios Georgandis, био је погођен у пределу машинског одељења једним торпедом од У-28, и тоне југозападно од Ирске, након што је у 20:00 сати погођен још једним торпедом.
Два дана касније, 21. јуна у 12:00 сати британски помоћни ратни брод HMS Prunella (комодор Е. Л. Вудол) био је погођен у пределу командног моста, једним од два испаљена торпеда са подморнице У-28, у „Југозападном прилазу“. Брод тоне два сата касније, након што је у 12:30 сати погођен још једним торпедом по средини брода. Заповедник, 7 официра и 48 других чланова посаде су погинули, док су се 40 преосталих чланова посаде спасили. Од тог броја, 27 проналази и спасава 24. јуна француски трговачки брод Casamance, а 13 спасава 27. јуна, британски разарач HMS Versatile (D 32). Подморница У-28 упловљава 6. јула у базу Вилхелмсхафен, где остаје до 11. августа, када полази на ново патролирање.
У 16:03 сати, 27. августа 1940. године, норвешки трговачки брод  (заповедник Ингвалд Ваге), који је одлутао још 16. августа од конвоја SC-1, био је погођен једним торпедом са десне стране између трећег и четвртог товарног одељења, испаљеног са подморнице У-28, на око 60 наутичких миља источно од Рокола. Док је крма полако тонула, посада напуста брод у чамцима за спасавање, а међу њима су била и тројица рањеника. Један члан посаде је погинуо. Подморница израња након 30 минута, и испаљује 22 пројектила из свог топа на палуби, ка воденој линији брода, пошто је брод престао да тоне, услед његовог товара (брод је превозио 1.750 тона дрвене грађе). На броду избија пожар након 17 погодака, и остављен је да потоне, док у исто време Немци усмеравају чамце за спасавање ка Хебридима. Један авион, и разарачи HMS Hurricane (H 06) и HMS Havelock (H 88) били су послати у помоћ, након што је ухваћен један сигнал са брода Eva. Разарач HMS Hurricane (H 06) пристиже током ноћи, и покушава да пронађе преживеле, гаси пожар на броду и тражи да се пошаље једа реморкер, сматрајући да Eva може да се спаси, међутим, брод Eva је већ био нанесен на обалу, на око једне наутичке миље од Луиског светионика, услед чега је брод уништен, Дана, 30. августа, бродоломници са брода Eva, стужу до острва Бара, Хебриди.
Сутрадан, 28. августа у 20:57 сати, британски трговачки брод  (заповедник Вилијем Ансдел Томсон) из конвоја HX-66, био је торпедован и потопљен од подморнице У-28, на око 30 наутичких миља северно-североисточно од Рокола. Четири члана његове посаде су погинула. Заповедник и 32 члана посаде, сакупљени су од британског трговачког брода Queen Maud, и искрцани су у Медил. 
У 04:47 сати. 9. септембра 1940. године, Британски трговачки брод  (заповедник Џосеф Еври) који је пловио у саставу конвоја SC-2, био је погођен у висини моста једним торпедом, испаљеног из У-28, и тоне након 30 минута, на око 100 наутичких миља северно-северозападно од Блади Форленда. Шест чланова посаде је погинуло. Заповедника, 19 чланова посаде и једног стражара, сакупља британски наоружани рибарски брод HMS St. Apollo, и искрцава их у Белфаст. Десет члана посаде је доспело до Левербура, а једног члана посаде спасава британска помоћна крстарица HMS Aurania (F 28).
Између 03:26 и 03:28 сати, 11. септембра, подморница У-28 испаљује торпеда ка конвоју OA-210 и бележи поготке на два брода, а чула се и једна детонација на трећем. Међутим, у стварност, потопљен је холандски трговачки брод Maas, док је британски трговачки брод Harpenden, био само оштећенгл. Harpenden је узет у вучу и након пет дана стиже у Клид, где је у заливу Килчетан био насукан.
Подморница У-28 упловљава 17. септембра у базу Лорјан, Француска, чиме је звршила своје четврто патролирање. Из базе Лоријан, У-28 одлази ка бази Сен Назер, где упловљава 6. октобра. На своје следеће, а уједно и последње борбено патролирање, У-28 полази 12. октобра 1940. године.
Дана, 26. октобра, у 04:32 сати, незаштићени британски трговачки брод  (заповедник Дејвид Александер Џек) био је погођен у крму једним торпедом, од подморнице У-28, западно од Рокола. Брод је дан раније у 21:50 сати, био већ гађан једним торпедом, али је оно промашило. Након поготка, подморница израња и испаљује 28 пројектила из свог прамчаног топа од 88 mm, и бележи 15 поготка, након чега одлази и оставља брод, претпостављајући да ће он да потоне. Брод није потонуо, али га 29. октобра проналази подморница У-31, и потапа једним торпедом. Комплетана посада британског трговачког брода (69 људи), погинула је приликом ових напада. Са подморнице У-28 су приметили да посада напуста брод, али они никад више нису виђени.
Подморница У-28 је 10. новембра уврштена у 24. флотилу, и наређено јој је да се врати У Вилхелмсхафен. Приликом повратка у базу, 13. новембра 1940. године, подморница У-28 је нападнута у северном Атлантику од непријатељске подморнице. Два торпеда промашују У-28, и убрзо експлодирају, али не оштећују немачку подморницу, и она 15. новембра упловљава у Вилхелмсхафен. У-28 остаје у стаставу 24. флотиле до 30. новембра 1943. године, и ту је служила као тренажни брод. Од 1. децембра 1943. године, она је уврштена као школски брод у 22. флотилу, и ту остаје до 17. марта 1944. године, када је приликом једног несрећног случаја, потонула у Нојштатском пристаништу. Она је још истог месеца извађена, али је августа 1944. године, послата на сечење.

## Команданти
- Вилхелм Амбросиус - 12. септембар 1936 — 1. новембар 1938.
- Ханс-Гинтер Лоф - 1936./37. - 30. септембар 1937.
- Фриц-Јулиус Лемп - 28. октобар 1938. - новембар 1938. (Витешки крст)
- Гинтер Кунке - 28. октобар 1938 — 16. новембар 1940. (Витешки крст)
- Фридрих Гугенбергер - 16. новембар 1940 — 11. фебруар 1941. (Витешки крст)
- Хајнрих Ратч - 12. фебруар 1941 — 21. јун 1941.
- Херман Екарт - 22. јун 1941 — 20. март 1942.
- Карл-Хајнц Марбах - 1. јул 1942 — 30. новембар 1942. (Витешки крст)
- Уве Кристиансен - 1. децембар 1942. јул 1943.
- Ерих Кремпл - јул 1943. - 1. децембар 1943.
- Дитрих Сахсе - 2. децембар 1943 — 17. март 1944.

## Бродови
| Име брода | Држава               | Тежина     | Година изградње | Датум напада        | Напомена        |
|           | Уједињено Краљевство | 4.955 тона | 1930.           | 14. септембар 1939. | Потопљен        |
|           | Холандија            | 5.133 тона | 1924.           | 17. новембар 1939.  | Потопљен        |
|           | Уједињено Краљевство | 5.144 тона | 1918.           | 25. новембар 1939.  | Потопљен        |
|           | Уједињено Краљевство | 9.577 тона | 1910.           | 21. јануар 1940.    | Тотално уништен |
|           | Грчка                | 4.979 тона | 1913.           | 9. март 1940.       | Потопљен        |
|           | Холандија            | 6.236 тона | 1936.           | 11. март 1940.      | Потопљен        |
|           | Финска               | 2.417 тона | 1901.           | 18. јун 1940.       | Потопљен        |
|           | Грчка                | 3.443 тона | 1916.           | 19. јун 1940.       | Потопљен        |
|           | Уједињено Краљевство | 4.443 тона | 1930.           | 21. јун 1940.       | Потопљен        |
|           | Норвешка             | 1.599 тона | 1929.           | 27. август 1940.    | Потопљен        |
|           | Уједињено Краљевство | 3.946 тона | 1924.           | 28. август 1940.    | Потопљен        |
|           | Уједињено Краљевство | 2.434 тона | 1919.           | 9. септембар 1940.  | Потопљен        |
|           | Уједињено Краљевство | 4.678 тона | 1930.           | 11. септембар 1940. | Оштећен         |
|           | Холандија            | 1.966 тона | 1920.           | 11. септембар 1940. | Потопљен        |
|           | Уједињено Краљевство | 5.389 тона | 1929.           | 26. октобар 1940.   | Оштећен         |
| --------- | -------------------- | ---------- | --------------- | ------------------- | --------------- |